# Ежен Камара
Ежен Камара (нар. 21 січня 1942 — 22 листопада 2019) — гвінейський політичний діяч, прем'єр-міністр країни у лютому 2007, зайняв цей пост після майже річного періоду, коли посада глави уряду була вакантною.

## Ранні роки
Народився у місті Нзерекоре. Спочатку навчався на батьківщині, а потім виїхав продовжити вчитися до Сенегалу (1957–1959). Після цього повернувся до Гвінеї та продовжив свою освіту у Конакрі. На початку 1970-их обіймав посаду генерального координатора меблевої фабрики Сонфонія. Пізніше він отримав пост координатора промисловості й енергетики у відповідному міністерстві, а з 1973 до 1974 року був заступником директора управління промисловості й енергетики. Проходив стажування у Міжнародному центрі державних підприємств у Любляні. Після повернення до Гвінеї став Директором відділу планування та статистики міністерства промисловості й енергетики (1977), а з 1977 до 1984 року обіймав посаду фінансового директора проектів свого міністерства.
З 1983 до 1985 року Камара очолював технічний комітет ради директорів компанії «Salguidia». Після цього був призначений на пост генерального секретаря міністерства промислового розвитку. 1991 отримав місце у Комітеті національного реформування за часів президентства Лансани Конте. З 1992 до 1994 року був губернатором Лісової Гвінеї, а з 1994 до 1997 — губернатором адміністративного регіону Кіндія.
17 листопада 1997 року Камара був призначений на пост міністра вищої освіти та наукових досліджень, залишався на тій посаді до призначення на пост міністра планування 1 березня 2004. 19 січня 2007 року отримав посаду державного міністра у справах президента.

## Прем'єр-міністр
9 лютого 2007 року президент Лансана Конте призначив його на пост глави уряду. Таким чином закінчився Загальний страйк у Гвінеї, оскільки президент пообіцяв сформувати новий уряд.
Втім, призначення Камари не задовольнило опозицію, яка вважала його людиною старої формації. 12 лютого профспілки відновили страйк, а конте того ж дня запровадив воєнний стан. 25 лютого було оголошено, що Конте задовольнив відставку Камари, у свою чергу протестувальники заявили, що страйк буде завершено 27 лютого.